# Simon Ehammer
Simon Ehammer (Stein, 7 febbraio 2000) è un multiplista e lunghista svizzero.

## Biografia
Vince nel decathlon ai campionati europei under 20 2019 a Borås. Nel 2021, con la misura di 8,10 m, vince l'oro nel salto in lungo ai campionati europei under 23 a Tallinn. Nel 2024 vince la gara di eptathlon ai mondiali indoor di Glasgow, siglando nell'occasione anche il nuovo record nazionale nella specialità con 6418 punti.
Detiene il primato nazionale nel salto in lungo, con 8,45, che è anche la migliore prestazione ottenuta in una gara di decathlon.

## Record nazionali
Seniores
- Salto in lungo: 8,45m (+0,2 m/s) ( Götzis, 28 maggio 2022)
- Salto in lungo indoor: 8,26m ( Aubière, 29 gennaio 2022)
- Decathlon: 8 468 p. ( Monaco, 16 agosto 2022)
- Eptathlon indoor: 6 418 p. ( Glasgow, 3 marzo 2024)

Juniores (under 20)

## Palmarès
| Anno | Manifestazione  | Sede      | Evento         | Risultato | Prestazione | Note             |
| ---- | --------------- | --------- | -------------- | --------- | ----------- | ---------------- |
| 2018 | Mondiali U20    | Tampere   | Decathlon      | Bronzo    | 7 642 p.    |                  |
| 2019 | Europei U20     | Borås     | Decathlon      | Oro       | 7 851 p.    |                  |
| 2021 | Europei indoor  | Toruń     | Eptathlon      | dnf       | dnf         |                  |
| 2021 | Europei U23     | Tallinn   | Salto in lungo | Oro       | 8,10 m      |                  |
| 2022 | Mondiali indoor | Belgrado  | Eptathlon      | Argento   | 6 363 p.    | Record nazionale |
| 2022 | Mondiali        | Eugene    | Salto in lungo | Bronzo    | 8,16 m      |                  |
| 2022 | Europei         | Monaco    | Decathlon      | Argento   | 8 468 p.    | Record nazionale |
| 2023 | Europei indoor  | Istanbul  | Eptathlon      | dnf       | dnf         |                  |
| 2023 | Giochi europei  | Chorzów   | Salto in lungo | Bronzo    | 7,95 m      | [ 1 ]            |
| 2023 | Mondiali        | Budapest  | Salto in lungo | 9º        | 7,87 m      |                  |
| 2024 | Mondiali indoor | Glasgow   | Eptathlon      | Oro       | 6 418 p.    | Record nazionale |
| 2024 | Europei         | Roma      | Salto in lungo | Bronzo    | 8,31 m      |                  |
| 2024 | Giochi olimpici | Parigi    | Salto in lungo | 4º        | 8,20 m      |                  |
| 2025 | Europei indoor  | Apeldoorn | Eptathlon      | Argento   | 6 506 p.    | Record nazionale |
| 2025 | Mondiali indoor | Nanchino  | Salto in lungo | 9º        | 7,99 m      |                  |

## Altre competizioni internazionali
2023
- Vincitore della Diamond League nella specialità del salto in lungo

## Premi
- Atleta dell'anno Swiss Athletics (2022)[2]